# Taktabáj
Taktabáj község Borsod-Abaúj-Zemplén vármegyében, a Tokaji járásban. Mai elnevezését 1953-ban kapta, addig egyszerűen Báj volt a neve.

## Fekvése
A Taktaközben fekszik, a Tisza jobb parti oldalán, a folyótól néhány kilométernyi távolságra északra. A közvetlenül határos települések: észak felől Tarcal, kelet felől Csobaj, nyugat felől pedig Prügy, valamint egy rövid szakaszon érintkezik még a területe a folyó túlsó partján fekvő Tiszadadáéval is.

### Megközelítése
Csak közúton közelíthető meg, Csobaj vagy Prügy felől a 3621-es, Tokaj felől pedig a 3619-es úton.

## Története
A falu eredete az időszámítás előtti időkre nyúlik vissza. Ezt igazolják az 1981-es ásatások leletei, melyek a Tokaji Múzeumban kerültek kiállításra. Anonymus Gesta Hungarorumában említi, hogy a közeli Tarcalt honfoglalók szállták meg, s magukkal hozták, vagy már itt találták a kabarokat, akikkel együtt védték a hadászatilag fontos Taktaközt.
A községet eredeti nevén 1413-ban említik oklevélben: "Iktassa be Bay-i István diákot a Szabolcs megyei BAY birtok felébe."
1446-ban már BÁJ néven szerepel, a Zombori Cseh család volt itt birtokos, majd 1700-tól a PATAY család, amely innen nyerte nemesi előnevét is. Patay Sámuel és felesége, Udvarhelyi Mária építtette a faluban a ma is megtalálható kastélyt 1726-ban Tornyossi Tamás kassai mesterrel. A helyi református templom seccoján látható ábrázolás szerint a loggiához két oldalról lépcső vezetett. A kastélyt mandáztető fedte, a sarkokon toronysisakok. 1890 körül átépítették.
A hozzá tartozó park igen értékes, jelenleg különleges fái és madárvilága miatt természetvédelem alatt áll.
A községben a református templomot is a Patay család építtette 1782-ben. 1867-ben újították fel.
Ma is értékes és érdekes műemlék, bár református templom, mégis színes, festett képek és feliratok díszítik a falát, s orgonája is működőképes. A Patay család sírboltja a templomban található. A templom nevezetessége az az asztal, amelyen a szatmári békét írták alá 1711-ben.
Báj lakosságára vonatkozó adatokkal az 1715-ös, országos adóösszeírás szolgál, amely szerint ebben az időszakban az alábbi adózó személyek lakták a települést: M. Varga; Mathias Toth; Stephanus Csizmadia; Thomas Toth; Andreas Lazár
1785-ben 395 személy, 54 lakóház, 72 család élt a faluban, melyet ekkor már BAÁJ-nak írtak. A lakók földműveléssel foglalkoztak, s halászattal, hiszen a sokszor kiáradó Tisza, s a Takta vize hosszú ideig víz alatt tartotta terület nagy részét.
A település, mint egész Magyarország történetében mély nyomokat hagyott a második világháború, amelynek során Bájtól nem messze, a Tisza mellett front húzódott. A háború itteni eseményeit Sebő Ödön: A halálra ítélt század című könyvében is megörökíti, mint itt szolgált katona.
Az 1950-es megyerendezésig Szabolcs vármegye Dadai alsó járásához tartozott.

## Címerének leírása
A címer egyenes vonalú, világoskék színű, háromszögletű pajzson középen csónakjában álló, kezében evezőlapátot tartó halászember látható, a bal felső sarokban a szájában siklót tartó gólya, jobbra kétágú halászszigony, a címer alsó csúcsában vízszintes helyzetben levő folyami hal.

## Közélete

### Polgármesterei
- 1990–1994: Kékedi János (független)[3]
- 1994–1998: Kékedi János (független)[4]
- 1998–2002: Kékedi János (független)[5]
- 2002–2006: Virág Zoltánné (független)[6]
- 2006–2010: Virág Zoltánné (független)[7]
- 2010–2014: Virág Zoltánné (független)[8]
- 2014–2019: Virág Zoltán Károlyné (független)[9]
- 2019–2024: Rézműves János (független)[10]
- 2024– : Rézműves János (Cigány Közösségek Szövetsége)[1]

## Népesség
A település népességének változása:
| Lakosok száma | 625  | 613  | 615  | 536  | 590  | 576  | 578  |
|               | 2013 | 2014 | 2015 | 2021 | 2022 | 2023 | 2024 |

2001-ben a település lakosságának 88%-a magyar, 12%-a cigány nemzetiségűnek vallotta magát.
A 2011-es népszámlálás során a lakosok 96%-a magyarnak, 21,4% cigánynak mondta magát (4% nem nyilatkozott; a kettős identitások miatt a végösszeg nagyobb lehet 100%-nál). A vallási megoszlás a következő volt: római katolikus 26,2%, református 48%, görögkatolikus 2,3%, felekezeten kívüli 11,3% (11,4% nem válaszolt).
2022-ben a lakosság 76,6%-a vallotta magát magyarnak, 7,1% cigánynak, 0,2% ukránnak, 0,2% egyéb, nem hazai nemzetiségűnek (23,4% nem nyilatkozott; a kettős identitások miatt a végösszeg nagyobb lehet 100%-nál). Vallásuk szerint 12,2% volt római katolikus, 36,4% református, 1,2% egyéb katolikus, 0,3% görög katolikus, 0,3% egyéb keresztény, 0,2% evangélikus, 11,5% felekezeten kívüli (37,6% nem válaszolt).

## Nevezetességei
- református templom (1782-1784 között épült, rokokó);
- Egykori Patay-kastély, ma iskola;
- Avar kori régészeti lelőhely.

## Külső hivatkozások
- Taktabáj Önkormányzatának honlapja Archiválva 2018. május 12-i dátummal a Wayback Machine-ben
- Taktabáj az utazom.com honlapján